# Luiz Araújo (labdarúgó)
Luiz Araújo (Taquaritinga, 1996. június 2. –) brazil labdarúgó, a Flamengo csatárja.

## Pályafutása
Araújo a brazíliai Taquaritinga városában született. Az ifjúsági pályafutását a Mirassol csapatában kezdte, majd 2013-ban a São Paulo akadémiájánál folytatta.
2016-ban mutatkozott be a São Paulo felnőtt csapatában. A 2016-os szezonban a Novorizontinonál szerepelt kölcsönben. 2017-ben a francia első osztályban szereplő Lille szerződtette. Először a 2017. augusztus 6-ai, Nantes ellen 3–0-ra megnyert mérkőzésen lépett pályára. Első gólját 2017. október 14-én, a Troyes ellen 2–2-es döntetlennel zárult találkozón szerezte meg. 2021. augusztus 5-én az amerikai Atlanta United csapatához igazolt. 2021. augusztus 19-én, a Toronto ellen hazai pályán 1–0-ra megnyert bajnokin debütált. 2023. július 3-án a brazil Flamengóhoz írt alá.

## Statisztikák
2023. június 8. szerint
| Klub           | Szezon   | Osztály  | Bajnokság | Bajnokság | Kupa  | Kupa | Nemzetközi | Nemzetközi | Összesen | Összesen |
| Klub           | Szezon   | Osztály  | Meccs     | Gól       | Meccs | Gól  | Meccs      | Gól        | Meccs    | Gól      |
| -------------- | -------- | -------- | --------- | --------- | ----- | ---- | ---------- | ---------- | -------- | -------- |
| Lille          | 2017–18  | Ligue 1  | 34        | 5         | 2     | 1    | —          | —          | 36       | 6        |
| Lille          | 2018–19  | Ligue 1  | 25        | 3         | 4     | 1    | —          | —          | 29       | 4        |
| Lille          | 2019–20  | Ligue 1  | 21        | 2         | 6     | 2    | 6          | 0          | 33       | 4        |
| Lille          | 2020–21  | Ligue 1  | 28        | 4         | 4     | 0    | 6          | 0          | 38       | 4        |
| Lille          | Összesen | Összesen | 108       | 14        | 16    | 4    | 12         | 0          | 136      | 18       |
| Atlanta United | 2021     | MLS      | 16        | 4         | 0     | 0    | —          | —          | 16       | 4        |
| Atlanta United | 2022     | MLS      | 28        | 4         | 2     | 2    | —          | —          | 30       | 6        |
| Atlanta United | 2023     | MLS      | 16        | 3         | 1     | 0    | —          | —          | 17       | 3        |
| Atlanta United | Összesen | Összesen | 60        | 11        | 3     | 2    | 0          | 0          | 63       | 13       |
| Összesen       | Összesen | Összesen | 168       | 25        | 19    | 6    | 12         | 0          | 199      | 31       |

## Sikerei, díjai
Lille
- Ligue 1
  - Bajnok (1): 2020–21
  - Ezüstérmes (1): 2018–19

- Francia Szuperkupa
  - Győztes (1): 2021